# 14 Kołobrzeski Pułk Piechoty
14 Kołobrzeski pułk piechoty (14 pp) – oddział piechoty ludowego Wojska Polskiego.

## Formowanie i zmiany organizacyjne
Pułk został sformowany w rejonie wsi Boryszówka koło Żytomierza na podstawie rozkazu Nr 00130 dowódcy 1 Armii Polskiej w ZSRR z 5 lipca 1944, w oparciu o sowiecki etat Nr 04/501 pułku strzeleckiego. Wchodził w skład 6 Pomorskiej Dywizji Piechoty z 1 Armii WP
W sierpniu 1945 pułk otrzymał sztandar ufundowany przez społeczeństwo Żywca, a 29 września tego nazwę wyróżniającą Kołobrzeski.
W 1957 pułk został włączony w skład 9 Drezdeńskiej Dywizji Piechoty, a w 1962 przeformowany w 14 Kołobrzeski pułk zmechanizowany.

## Żołnierze pułku
Dowódcy pułku
- mjr Jan Dubow (15 lipca - 25 listopada 1944)[5]
- płk Piotr Kostin (25 listopada - 5 grudnia 1944)[5]
- ppłk Konstanty Seliwerstow (5 grudnia 1944 - 4 marca 1945)[5]
- mjr Marceli Domaredzki (4 marca – 28 listopada 1945, od 25 IV 1945 ppłk)[5]
- ppłk Tadeusz Pawełczak (28 listopada – 20 grudnia 1945)[5]
- ppłk Franciszek Szeliga (20 grudnia 1945 – 6 kwietnia 1947)[5]
- mjr Konstanty Tarwid (6 kwietnia 1947)[5]

Zastępcy dowódcy ds. polityczno-wychowawczych
- chor. Karol Rajfur (4 września – 3 grudnia 1944)
- por. Szymon Jolles (21 stycznia – 8 czerwca 1945)
- kpt. Józef Szałapata (8 czerwca 1945)

Zastępcy dowódcy ds. liniowych
- mjr Iwan Oczeretienko (28 kwietnia 1944 – 24 marca 1945)
- mjr Iwan Dołgow (24 marca 1945 – grudnia 1945)

Szefowie sztabu
- mjr Aleksander Ostapienko (8 sierpnia 1944 – 4 maja 1945)
- kpt. Mikołaj Zajcew (4 maja – 26 maja 1945)
- mjr Lew Rostow-Rudin (26 maja – 15 sierpnia 1945)
- kpt. Anatol Pokłoński (15 sierpnia – 15 października 1945)
- ppłk Mieczysław Sanak (15 października 1945 – 18 marca 1947)
- mjr Fryderyk Ombach (18 marca 1947)

Odznaczeni Krzyżem Srebrnym Orderu Virtuti Militari
1. ppor. Stanisław Dzida
2. ppor. Szymon Jolles
3. ppor. Edmund Łopuski
4. chor. Konstanty Szamotko
5. ppor. Zygmunt Wieczorek

## Skład etatowy
- dowództwo i sztab
- 3 bataliony piechoty
- kompanie: dwie fizylierów, przeciwpancerna, rusznic ppanc, łączności, sanitarna, transportowa
- baterie: działek 45 mm, dział 76 mm, moździerzy 120 mm
- plutony: zwiadu konnego, zwiadu pieszego, saperów, obrony pchem, żandarmerii

Razem:
żołnierzy 2915 (w tym oficerów – 276, podoficerów 872, szeregowców – 1765).
Sprzęt:
162 rkm, 54 ckm, 66 rusznic ppanc, 12 armat ppanc 45 mm, 4 armaty 76 mm, 18 moździerzy 50 mm, 27 moździerzy 82 mm, 8 moździerzy 120 mm

## Działania bojowe
Od chwili sformowania do zakończenia wojny pułk walczył w składzie 6 Dywizji Piechoty.
W czasie operacji warszawskiej sforsował Wisłę pod Wilanowem i wyzwolił południową część miasta. Najcięższe walki stoczył na Wale Pomorskim pod Nadarzycami i Wielbokami. W ofensywie marcowej 1945 r. przełamał niemieckie umocnienia na tzw. Smolnych Górach k. Wierzchowa. W Kołobrzegu opanował przedmieście złotowskie, koszary, wyspę oraz rejon portu. Po sforsowaniu Odry zdobył m.in. wieś Herenwiese. Walczył nad Kanałem Hohenzollernów i 3 maja 1945 r. jako pierwszy z pułków Wojska Polskiego osiągnął Łabę.
|  |  |  |  |  |

|  |  |  |  |

## Okres powojenny
6 maja dywizja przekazała swoje odcinki obrony oddziałom radzieckim. 9 maja pułk przegrupował się do m. Wensickendorf, gdzie dotarła wiadomość o zakończeniu wojny. 18 czerwca zgodnie z rozkazem dowódcy dywizji pułk do ochrony granicy rozmieścił na zachodnim brzegu Nysy Łużyckiej dwa bataliony i rozwinął sieć plutonowych posterunków granicznych na odcinku od Görlitz do Lodenau, a następnie przegrupował się na granicę polsko-czechosłowacką. 15 lipca pułk pełnił służbę graniczną na odcinku Cieszyn, Złatna. Sztab pułku i pododdziały specjalne rozmieszczone były w rejonie Cienciny. 1 października 14 pp na odcinku granicy między miejscowością Myto, a Złatna obsadzał 7 strażnic w miejscowościach: Zwardoń, Magura, Młoda Góra, Soblówka, Glinka i Cienków. Pułk w okresie lipiec-grudzień 1945 działał przeciwko ugrupowaniom zbrojnym na terenie województwa katowickiego i krakowskiego, gdzie uczestniczył w likwidacji oddziałów UPA: „Smyrnego”, „Karność”, „Okrzei”

## Przekształcenia
14 pułk piechoty → 14 pułk zmechanizowany → 14 Ośrodek Materiałowo - Techniczny → 14 pułk zmechanizowany → 14 Brygada Pancerna → 14 Brygada Obrony Terytorialnej → 14 batalion Obrony Terytorialnej → 14 batalion zmechanizowany